# ستيف بيلي
ستيف بيلي (بالإنجليزية: Steve Bailey)‏ هو موسيقي أمريكي، ولد في 10 فبراير 1960 في ميرتل بيتش في الولايات المتحدة.

## وصلات خارجية
- ستيف بيلي على موقع ميوزك برينز (الإنجليزية)